# James Hersey
James Hersey (ur. 15 lipca 1988 w Wiedniu) – austriacki wokalista, gitarzysta, perkusista i producent muzyczny pochodzenia amerykańskiego, mieszkający i tworzący w Wiedniu.

## Biografia
Swoją przygodę z muzyką Hersey rozpoczął w wieku 17 lat. Jako dziecko chciał zostać biologiem morskim.
Hersey pierwszą płytę wydał w 2012 r., był to mixtape pt. Twelve na którym znalazło się sześć utworów z gatunku dubstep, electro, hip-hop oraz indie pop. W 2013 r. został nominowany do nagrody Amadeus Austrian Music Award w kategorii FM4 Award. Swój debiutancki album studyjny Clarity, przy którym współpracował z Manu Delago i Narou wydał w 2015 r. Na płycie wśród trzynastu utworów pojawił się pierwszy singel Herseya „Coming Over”. Singel ten w remiksie Filousa doczekał się wydania przez wytwórnię Ultra Music i teledysku pod koniec 2015 r. Ten sam utwór został zremiksowany przez Dillona Francisa i Kygo i wydany w sierpniu tego samego roku na płycie This Mixtape is Fire. Francisa. W 2015 Hersey wystąpił także gościnnie na singlu Filousa  „How Hard I Try”, który był notowany na listach przebojów w Austrii, Niemczech i Holandii.
W sierpniu 2016 r. wydał singel „Miss You”, który notowany był na listach przebojów Austrii i Niemiec, a także zyskał status złotej płyty we Włoszech i Kanadzie. Ciągu ośmiu tygodni singel sprzedał się w nakładzie 15 milionów egzemplarzy. Na początku 2017 r. wydał singel pt. „Everyone's Talking”. W maju za pośrednictwem wytwórni Glassnote Records ukazał się jego pierwszy minialbum pt. Pages, na którym znalazło się pięć utworów. W tymże roku udzielił się również gościnnie na singlu austriackiego duetu Camo & Krooked „Like I Do”, który znalazł się an ich czwartym albumie studyjnym zatytułowanym Mosaik.

## Dyskografia

### Albumy
Albumy studyjne
| Rok  | Dane dot. albumu                                                         |
| ---- | ------------------------------------------------------------------------ |
| 2015 | Clarity - Wydany: 27 lutego - Wytwórnia: Lichtdicht Records - Format: CD |

Minialbumy
| Rok  | Dane dot. albumu                                                    |
| ---- | ------------------------------------------------------------------- |
| 2017 | Pages - Wydany: 5 maja - Wytwórnia: Lichtdicht Records - Format: CD |

Mixtape’y
| Rok  | Dane dot. albumu    |
| ---- | ------------------- |
| 2012 | Twelve - Format: CD |

### Single
| 2015                                                     | „Coming Over”        | –  | –  |                                       | Clarity, Pages |
| 2016                                                     | „Miss You”           | 61 | 90 | - ITA: złota płyta - CAN: złota płyta | Pages          |
| 2017                                                     | „Everyone's Talking” | –  | –  |                                       | Pages          |
| „–” oznacza, że singel nie był notowany na danej liście. |                      |    |    |                                       |                |

Z gościnnym udziałem
| 2015                                                     | „How Hard I Try” | Filous               | 33 | 96 | 80 | –  | Dawn                  |
| 2015                                                     | „Coming Over”    | Dillon Francis, Kygo | –  | –  | –  | 93 | This Mixtape is Fire. |
| 2017                                                     | „Like I Do”      | Camo & Krooked       | –  | –  | –  | –  | Mosaik                |
| „–” oznacza, że singel nie był notowany na danej liście. |                  |                      |    |    |    |    |                       |

### Teledyski
| Rok  | Tytuł                        | Reżyser           |
| ---- | ---------------------------- | ----------------- |
| 2015 | „What I've Done”             | San Charoenchai   |
| 2015 | „Coming Over” (filous Remix) | [ 5 ]             |
| 2016 | „Miss You”                   | Schall & Schnabel |
| 2017 | „Everyone's Talking”         | Schall & Schnabel |

Z gościnnym udziałem
| Rok  | Tytuł            | Wykonawca            | Reżyser        |
| ---- | ---------------- | -------------------- | -------------- |
| 2015 | „How Hard I Try” | Filous               | [ 21 ]         |
| 2016 | „Coming Over”    | Dillon Francis, Kygo | Tomás Whitmore |
| 2017 | „Like I Do”      | Camo & Krooked       | [ 23 ]         |